# 분기점의 그녀
《분기점의 그녀 (曲がり角の彼女)》는 2005년 4월 19일 ~ 2005년 6월 28일까지 후지 TV에서 방송된 드라마이다. 매주 화요일 밤 10시부터 10시 46분까지 총 11회 방영되었으며, 주연은 이나모리 이즈미였고, 평균 시청률 14.5%, 최고 시청률 16.7%를 기록하였다.

## 개요
- 일본에서 방영 후 여자 중고생들에게 큰 인기를 끌었다. 제목으로도 주목을 받았다.
- 이 드라마 방영 분기에는 비슷한 OL드라마가 3개나 방송했다.
  - 이혼 변호사 II 핸섬 우먼, anego, 분기점의 그녀.
- 제10화에 아오키 사야카가, 웨딩 드레스를 입었다. 촬영날 예능 프로그램에서 밀착 특집이 방송되었다.
- 제작 발표회는, 이례적으로 여성 출연진만 참석. 후지TV에서 매해 2·4분기 신(新) 드라마 시작전 방송 되는 《와랏테 이이토모! 봄의 제전 스폐셜 笑っていいとも!春の祭典スペシャル》에도 여자 출연진만 참석.
- 삽입곡은 SunSet Swish가 담당했는데, 당시에는 무명.
- 캐치 카피는 “여자의 분기점은, 갑자기 온다. 女の分岐点は, いきなりやってくる. ”

### 에피소드
- 분기점의 그녀라는 제목은 사랑에 겁쟁이가 된 여성이, 분기점을 만나면서 이것을 기회로 성장해 가는 여성을 의미한다. 즉, 30대를 시작하는 여성이 분기점에서 기다려 주는 남성에게 사랑을 하는 것.
- 제일 NG를 낸 사람은 주연 이나모리 이즈미. 대사는 별 문제 없었지만, 촬영이 “Cut!”이 되기도 전에 늘 웃기 시작했다고 한다. 출연자가 제일 열받은 이나모리의 NG 장면은, 야마기시 에리코가 결혼하는 제10화. NG 장면은, 일본 프로그램 《간밧따대상 がんばった大賞》에서 공개되었다.

## 시놉시스
주인공 오오시마 치하루(이나모리 이즈미)는 도쿄 대기업 호텔의 기획 영업부에서 근무하는 캐리어 우먼. 불륜 상대 호리우치 마사미츠(이하라 타케시)와 헤어질 수 없는 33세 독신.
최근, 직장 후배로 여자로서의 매력 넘치는 25세의 미하라 나츠미(샤쿠 유미코)가 자신보다 젊은 것에 계속 신경이 쓰이기 시작했다. 회사 사장의 아들이자 부사장 코모토 카즈키(카나메 쥰)의 부사장 취임 파티에서 치하루가 담당할 예정이었지만, 어머니가 쓰러지는 바람에 이 상황을 나츠미가 대신 순조롭게 진행하였다. 그리고, 부사장 코모토 카즈키에 “네가 없어도 전혀 영향 없었던것 같음 がいなくても全く影響なかったみたいだけど”이라 말하며 기름을 지른다.
뒤돌아보니 어느새 30살을 지나 결혼할 상대조차 없이 주량만 늘어가고 피부는 늘어져가는 여자가 되어간다. 그리하여 치하루는 ‘행복해지기 위한 룰’를 쓰기 시작한다.

## 캐스팅
○대기업 그란포트호텔·기획 영업부
오오시마 치하루(배우:이나모리 이즈미)
33세, 기획 영업부 주임
- OL 여성으로 회사·상사·부하에게 신뢰도 두텁고, 존경받고 있다. 올해 4월부터 그란포트호텔 부사장으로 코모토 카즈키가 취임. 그러나, 치하루는 카즈키의 방식이 너무 비열하다고 생각되 옳지 않다고 말하지만 오히려 한 방 먹었다. 마침내, 주임자리 내 줄 위기까지 떨어진다. 그런 괴짜 카즈키에게 호의롭게 대하는 사람이 있었으니, 치하루의 부하로 남들 몰래 어학·경리까지 배우고 있는 미하라 나즈미다. 치하루에 있어서 나즈미는, 최대의 적·라이벌이며, 자잘한 일까지 나즈미에게는 미운 감정을 안고 있다. 그런 치하루였지만 점차 나즈미에게 고민을 털어 놓을 수 있는 관계로 발전한다.
- 카즈키와도, 사사건건 시비로 전혀 마음이 맞지 않았지만, 치하루는, 카즈키에게 불륜은 최악이다고 생각해요 라고 말한 때부터, 반대로 카즈키가 자신을 좋아하고 있는지도 모른다고 생각한다. 그리고, 사귀기 시작한다. 그 소문은, 기획 영업부 전체에 퍼져 결국, 치하루는 마침내 프로포즈까지 받지만, 불륜 상대 호리우치 마사미츠와의 관계를 카즈키의 아버지에게 들킨다. 기획 영업부에 더 이상 있는 것도 위험해지고.
- 카즈키와 헤어진 후, 서로 얼굴 보는게 껄끄러워진 치하루에게, GMI=크레 파업 리치 사(社)에서 스카우트 제의가 온다. 10년 전 도쿄에 상경했을때엔은 아버지는 찬성했지만 어머니는 맹반대하였다. 하지만 이번 스카우트 제의에는 어머니가 격려해주어, 치하루는 10년 근무한 그란포트를 퇴직.

미하라 나즈미(배우:샤쿠 유미코)
25세
치하루의 후배.치하루와는 자주 싸움지만 사실은 치하루를 존경하고 있다. 남자는 많이 알고 이른바 어장관리 하지만 사랑에는 냉정하다.
코모토 카즈키(배우:카나메 준)
28세
미국 유학길에서 돌아오는 그란포트호텔 부사장. 사장·류조에게 인정받지 못하고 있다.
야마기시→시마무라 에리코(배우:아오키 사야카)
33세
객실계의 주임으로 치하루와는 친구. 치하루와 같이 결혼에 대해서 고민하고 있다.
코모토 츠바키(배우:이시카와 아사미)
27세
카즈키의 사촌형제. 돈이 있는 친가에서 응석받이로 자라, 세상 불정을 모르는 편이기도 하다. 착한 성격으로 사람을 모두 소중히 생각하며 미워하지 않는다.
미야케 슈우지(배우:카네코 타카토시)
26세
치하루의 부하. 애칭은 오사무. 일은 깔끔하게 잘 처리하는 편은 아니지만, 그런 어리숙한 면을 사랑받고 있다. 나츠미를 마음에 두고 있다.
마나베 켄조(배우:사토이 켄타)
47세
기획 영업부 계장으로, 치하루 등 사람들에게 상사. 언제나 직장의 분위기를 밝게 만드는 분위기 메이커. 자식이 있다.
이치죠 쿄코(배우:카와시마 나오미)
41세
인기 에세이(Essay)스트로, 싱글맘. 그란포트호텔의 스위트 룸에 아들과 거주중. 호텔의 종업원들과는 잘 알고 지내는 사이로, 사원의 사생활을 잘 캐묻는다. 연애 경험 풍부.
에리쿠 (배우:요시카와 후미키)
6세
쿄코의 외아들. 6세라고는 생각되지 않을 만큼 어른스러운 말을 한다. 21세 연상의 츠바키를 사랑한다.
호리우치 마사미츠(배우:이하라 타케시)
40세
치하루의 불륜 상대. 레스토랑을 경영하는 세프. 적당히 능력있고 여자를 좋아하지만, 치하루의 말벗이 되어주는 그에게 치하루는 끌린다.
호리우치 유코(배우:미우라 리에코)
31세
마사미츠의 아내로 쿄코의 여동생. 남들이 보기에 부부 관계는 좋게 보이지만 속사정은…
타니무라 마코토(배우:타카치 노보루)
38세
치하루의 전 상사로, 회사를 그만두고 다이닝 레스토랑을 경영하고 있다. 치하루의 고민을 늘 들어주는 사람.
타니무라 아키(배우:이케다 마사코)
36세
마코토의 아내. 마코토와 행복한 가정을 꾸려나가고 있다.

### 게스트
◇제1화
- 오오시마 키요시(배우:오노 타케히코) (제1·4·9·11화)

치하루의 아버지.
- 오오시마 아키코(배우:오오모리 아케미) (제1·4·9·10·11화)

치하루의 어머니.
◇제2화
- 쿠라모토 유카리(배우:모리와키 에리코)

카즈키의 원래 약혼 상대.
- 코모토 류조(배우:오오바야시 타케시) (제2·10·11화)

카즈키의 아버지, 그란포트 호텔 사장. 아들에게는 일을 일절 맡기지 않는다.
◇제4화
- 오카다 에이타로(배우:우메노 야스키요) (제4·5화)

에리코의 교제 상대.
- 시바타 유스케(배우:미즈타니 모모스케)

치하루를 좋아하는 13살 연하남.
◇제6화
- 쿠라타 미호(배우:키노 하나)

쿠라타 미호 뷰티 클리닉의 여사장.
◇제7화
- 미하라 토시에(배우:이시이묘자)

나츠미의 어머니, 딸에게 돈 달라며 끈질기게 쫓아다니는 사람.
◇제9화
- 시마무라 켄이치(배우:하카마다 요시히코) (제8·9·10화)

에리코에 관계를 가진 뒤, 임신 시킨 남자. 에리코의 약혼자.
- 후지타 사나에(배우:사사키 마오)

에리쿠의 친구.
◇제10화
- 야마기시 켄타로(배우:사토 가지로)

에리코의 아버지.
- 시마무라 쿄코(배우:오오시마 요코)

켄이치의 어머니.

## 스태프
- 연출 : 신시로 타케히코, 이케조에 히로시
- 프로듀서 : 요시죠 히데키, 엔다 코이치, 안도 카즈히사
- 각본 : 고토 노리코
- 음악 : 오오시마 미치루
- 제작사 : 미디어 믹스 재팬, 간사이 TV 방송
- 방송 : 후지 TV

## 관련 음반

### 오프닝
- 高嶋ちさ子 / 陽だまりに想う

### 삽입곡
- SunSet Swish / 明日、笑えるように

### 주제곡
- shela / Dear my friends

## 협력
- 센트럴 그룹·센트럴 아이 탤런트 (Centrol Group)
- 예우
- 테아트로 아카데미 (Théâtre Academy)
- 쥬네스 기획 (Jeuness Production)

## 행복해지기 위한 룰
- 치하루가 매주 쓰는, 자신의 행복해지기 위한 목표.
- 가로로 줄이 그어져 있는 부분은 치하루가 노트에서 지운 것이다.

| 각 화  | 노트 |
| ------ | --- |
| 제1화  | ○인간 관계 원만하게 액운 없애고 가자 피부 안좋은 자신도 가끔은 허락한다. |
| 제2화  | ○지나치게 생각하지 않는다. 불륜은 이제 그만두자. |
| 제3화  | ○불륜은 이제 그만두자 이번이야말로! |
| 제4화  | ○사랑은 언젠가 발견된다. 지금은, 혼자만의 시간을 즐기자. 그러면 언젠가 반드시 만날 수 있다. |
| 제5화  | ○인생, 인내다! 어른은 모두 무언가를 위해 어떤것을 자제 해면서 살아 간다. ○ 나는, 싫은 것도 먹는다. 피곤해도 걷는다. 일주일간은, 금주. 인생, 인내다! 실패하면 반성하기 그렇지만, 변명은 하지 않는다. |
| 제6화  | ○일하는 기계 상등! 일도 여자도 어중간하게 하지는 않는다! 다음에는 무조건 갈거야!! |
| 제7화  | ○인생 돈이다.날마다 절약 돈에 지지 않는 강한 여자가 되자. |
| 제8화  | ○다음 사랑은 신중하게! |
| 제9화  | ○임신, 출산도 제대로 생각한다 태어난 것에 대해 것에 감사한다. |
| 제10화 | ○에리코의 결혼식을 완벽하게 한다 친구의 행복은 솔직하게 기뻐하자! 언젠가 나도 |
| 최종화 | ○새로운 무언가를 일단은 찾아보자! |

## 부제·시청률
| 각 화      | 방송일          | 타이틀&부제                                                     | 시청률 |
| ---------- | --------------- | --------------------------------------------------------------- | ------ |
| 제1화      | 2005년 4월 19일 | T 백으로 이긴다!! ○30대 거들vs20대 T 백                         | 16.1%  |
| 제2화      | 2005년 4월 26일 | 선택하는 여자 선택받는 여자 ○선택하는 여자와 선택되는 여자      | 12.9%  |
| 제3화      | 2005년 5월 3일  | 불륜은 그만두자! ○불륜은 이제 그만두자!                         | 12.3%  |
| 제4화      | 2005년 5월 10일 | 연하남은 뜨거워!! ○연하남은 뜨거워!                             | 16.7%  |
| 제5화      | 2005년 5월 17일 | 더이상 못 참아 ○성욕은 자제다!                                  | 15.7%  |
| 제6화      | 2005년 5월 24일 | 일하는 여자가 뭐가 나빠 ○일하는 여자로 뭐가 나쁜거야!!          | 15.1%  |
| 제7화      | 2005년 5월 31일 | 돈은 사랑보다 강하다? ○돈은 사랑보다 강해!?                     | 12.5%  |
| 제8화      | 2005년 6월 7일  | 키스!?키스!!키스 ○남녀에게 우정성립은 되지 않고!키스!키스!키스! | 13.7%  |
| 제9화      | 2005년 6월 14일 | 헬로우 아기!? ○안녕하세요 아기!?                                | 14.5%  |
| 제10화     | 2005년 6월 21일 | 신부와 치하루의 결심 ○신부와 치하루의 결심                      | 14.4%  |
| 최종이야기 | 2005년 6월 28일 | 치하루의 살아가는 길! ○이것이 치하루의 사는 길!                 | 15.0%  |